# Szczebro-Olszanka (gmina)
Szczebro-Olszanka (od 1973 Nowinka) – dawna gmina wiejska istniejąca do 1954 roku w woj. białostockim (dzisiejsze woj. podlaskie). Nazwa gminy pochodzi od miejscowości Szczebra i Olszanka, jednakże siedzibą gminy była Nowinka.
Za Królestwa Polskiego gmina należała do powiatu augustowskiego w guberni suwalskiej.
W okresie międzywojennym gmina Szczebro-Olszanka należała do powiatu augustowskiego w woj. białostockim. 
Według Powszechnego Spisu Ludności z 1921 roku gminę zamieszkiwało 5098 osób, wśród których 4474 było wyznania rzymskokatolickiego, 9 prawosławnego, 95 ewangelickiego, 503 innego chrześcijańskiego (storoobrzędowcy) a 17 mojżeszowego. Jednocześnie 5032 mieszkańców zadeklarowało polską przynależność narodową, 9 białoruską, 11 niemiecką, a 46 inną (rosyjską). We wsi było 866 budynków mieszkalnych.
Po wojnie gmina zachowała przynależność administracyjną. Według stanu z dnia 1 lipca 1952 roku gmina składała się 31 gromad.
Gmina została zniesiona 29 września 1954 roku wraz z reformą wprowadzającą gromady w miejsce gmin. Jednostki nie przywrócono 1 stycznia 1973 roku po reaktywowaniu gmin. Jej dawny obszar należy obecnie do gmin Nowinka i Płaska.

## Miejscowości
Miejscowości i osady na podstawie spisu powszechnego z 30 września 1921.
- Wsie: Ateny, Barszczowa Góra, Blizna, Bryzgiel, Cisówek, Czarny Bród, Dalny Las, Danowskie, Gatno I, Gatno II, Gorczyca, Józefowo, Juryzdyka, Kopanica, Krusznik, Monkinie, Nowinka, Olszanka, Osińska Ruda, Pijawne Małe, Pijawne Polskie, Pijawne Ruskie, Płaska, Podkrólówek, Podnowinka, Podsokolna, Serwy, Sokolne, Strękowizna, Studzieniczna, Sucha Rzeczka, Szczeberka, Szczebra Mała, Szczepki, Walne, Wojciech, Zakąty, Żyliny
- Folwarki: Olszanka, Sucha Rzeczka, Szczebra, Ślepsk
- Osady: Podkopanica, Podserwy, Przewięź, Swoboda
- Nadleśnictwa: Podnowinka
- Leśniczówki: Barszczowa Góra, Blizna, Czarny Bród, Dalny Las, Kępiny, Klonownica, Młynisko, Pijawne, Podkrólówek, Sokolne, Strękowizna, Swoboda, Szczebra, Upustek, Żyliny